# Мистраль
Мистраль (окс. mistral, прилагательное от слова «хозяин, мастер») — холодный северо-западный ветер, дующий с Севенн на средиземноморское побережье Франции в весенние месяцы и признанный настоящим бичом сельского хозяйства долины Роны и всего Прованса. Впрочем, именно он служит залогом безоблачной погоды, столь свойственной этому региону. В восточной части Лазурного берега действие мистраля намного слабее.
Мистраль образуется при встрече атлантического антициклона и североморского циклона и является разновидностью катабатического ветра (как и бора). Часто ветер настолько силён, что вырывает с корнем деревья. В любом случае, его постоянное влияние заметно и на одиноко растущих деревьях, которые зачастую наклонены к югу.

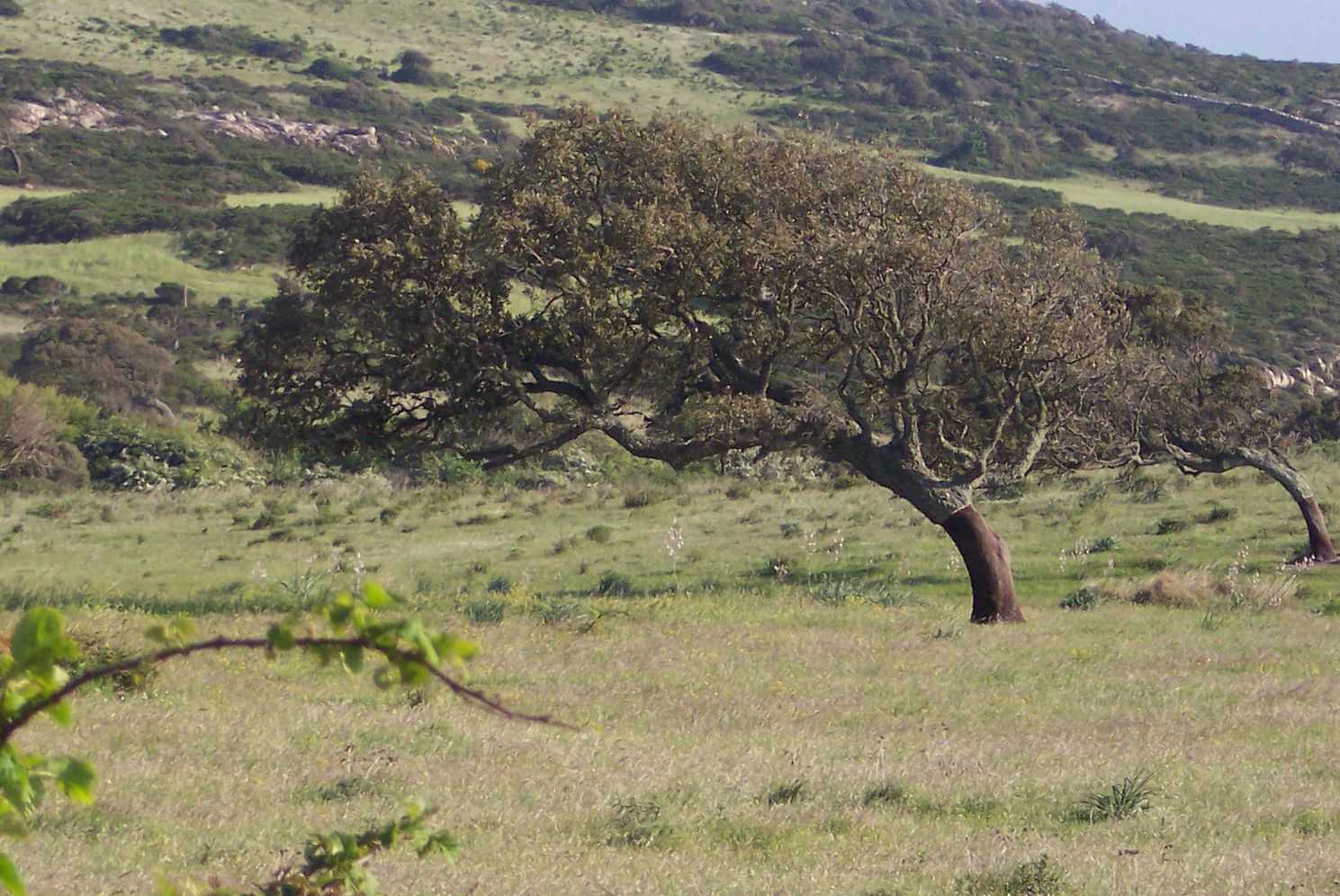
Сформированный ветром-мистралем пробковый дуб

- В своих мемуарах «История моей жизни» Казанова, где рассказывает о путешествии в Константинополь, так описывает мистраль, пребывая в гостях у своего друга Юсуфа[1]:

«Прибыл на лошади Юсуф, и после подобающих случаю приветствий мы отправились вдвоём обедать в беседку, откуда видно было море и где мы наслаждались лёгким ветерком, умерявшим великую жажду. Ветерок этот дует каждый день в один и тот же час и зовётся мистраль.»
- В романе «Граф Монте-Кристо» мистраль обозначен как один из бичей Прованса[2]:

…мистраль — один из трёх бичей Прованса, двумя другими, как известно, или как, может быть, неизвестно, считались Дюранс и парламент.
- В стихотворении Бунина «Ночь».

Ледяная ночь, мистраль

(Он ещё не стих).

Вижу в окна блеск и даль

Гор, холмов нагих.

Золотой недвижный свет

До постели лег.

Никого в подлунной нет,

Только я да Бог.

Знает только он мою

Мертвую печаль,

Ту, что я от всех таю…

Холод, блеск, мистраль.

- Фридрих Ницше написал стихотворение « К мистралю», которое, скорее всего, и имеет в виду Бунин в стихотворении «Ночь»:

Мистраль — ветер, туч застрельщик,

мути тать, небес метельщик

воющий, как ты мне мил!

Ты да я — два первых сына

недр одних, — удел единый

нам навеки рок судил…

(Перевод В. М. Бакусев, 1990 г.)

- Мистраль описан в биографическом романе Ирвинга Стоуна «Жажда жизни», посвященному жизни и творчеству Винсента Ван Гога:

«Вы ещё не нюхали мистраля? Бог мой, вот увидите. Мистраль, словно бич, обрушивается на город и не стихает двести дней в году. Если вы пытаетесь пройти по улице, мистраль швыряет вас, прижимая к стенам домов. Если вы в открытом поле, он валит вас с ног и вдавливает в землю. Он переворачивает вам все кишки, — вам уже кажется, что вот-вот всему конец, крышка. Я видел, как этот дьявольский ветер вырывает оконные рамы, выворачивает с корнями деревья, рушит изгороди, хлещет людей и животных так, что, того и гляди, разорвет их в клочья.»
(Перевод Н. Банников, 1991)

- Мирей Матьё в автобиографии «Моя судьба» описывает мистраль:

«Вскоре подул мистраль, который всё сметает на своём пути и безжалостно „заглатывает“ человеческие голоса. Я хорошо с ним знакома ещё с той поры, когда он пригвождал меня вместе с моим велосипедом к стене. Должно быть, он поклялся напомнить мне изречение „Нет пророка в своем отечестве“! Но я в свой черёд поклялась доказать обратное. Мистраль разбушевался вовсю. Пригибал деревья к земле, беспощадно трепал украшенный тремя ключами стяг фестиваля, уже развевавшийся над главной башней дворца. Хуже того: он грозил повалить железный каркас, на котором были закреплены прожекторы. Так что пришлось даже объявить перерыв, чтобы пожарные могли укрепить растяжки. Благодаря Жанине Рейс, благодаря её наставлениям я была уверена, что могу петь и при любом шквале. Так оно и вышло. Выйдя после перерыва на сцену, я сказала зрителям, которые по-прежнему сидели на своих местах: „Славно дует мистраль, не правда ли?!“»

- Мистраль также дует и в Италии. Один из ранних рассказов У. Фолкнера, описывающий невероятную силу и власть женщины над всем сущим, сметающей, как и мистраль, всё на своём пути, так и называется «Мистраль». Дело происходит в Италии.

«Ветер начался на закате. Солнце коснулось горных вершин, бездонная голубизна неба потемнела, подёрнулась бутылочной зеленью, и только что едва видимые, размытые контуры горы, на которой стояла часовня с распятием и поблекшими, увядшими цветами, проступили резко очерченной чернью. И одновременно с этим потянул ветер: плотная и тугая стена воздуха с вкрапленными в неё льдистыми пылинками. Ветки деревьев упруго, без дрожи согнулись, словно придавленные тяжкой ладонью, а наша кровь стала стынуть, хотя мы все ещё шли, — мы остановились чуть позже, когда тропа превратилась в деревенскую, мощенную плитами улицу.»
(Перевод Андрея Кистяковского)

- Русский поэт Саша Чёрный, пребывая в 1927 году в одном из прибрежных городков Франции, написал стихотворение «Мистраль»:

…У моря ли сядешь — лопочет песок,

Струится за шиворот, хлещет в висок,

Колючие брызги врываются в нос,

И ветер горланит, как пьяный матрос…